# Антея
Антея, також Анфея (грец. Antheia — квітуча) — епітет Гери, Афродіти й інших богинь.
Антея — інше ім'я Сфенебеї, дружии тиринфського царя Прета, що закохалася в Беллерофонта.